# Metasia parvalis
Metasia parvalis is een vlinder uit de familie van de grasmotten (Crambidae), uit de onderfamilie van de Spilomelinae. De wetenschappelijke naam van deze soort is voor het eerst voorgesteld door Aristide Caradja in een publicatie uit 1916.

## Verspreding
De soort komt voor in Turkije en Cyprus.

## Ondersoorten
- Metasia parvalis parvalis Caradja, 1916
- Metasia parvalis cypriusella Slamka, 2013 (Cyprus)